# Paraleyrodes cervus
Paraleyrodes cervus là một loài côn trùng cánh nửa trong họ Aleyrodidae, phân họ Aleurodicinae.
Paraleyrodes cervus được Martin miêu tả khoa học đầu tiên năm 2004.